# Кирпешть
Кирпешть (рум. Cîrpeşti) — село в Кантемірському районі Молдови. Адміністративний центр однойменної комуни.

## Населення
За даними перепису населення 2004 року у селі проживали 2537 осіб.
Національний склад населення села:
| Національність | Кількість осіб |
| -------------- | -------------- |
| молдовани      | 2494           |
| румуни         | 26             |
| росіяни        | 5              |
| українці       | 4              |
| гагаузи        | 3              |
| болгари        | 2              |
| інші           | 3              |
| Всього         | 2537           |